# Тимофеев, Дмитрий Фомич
Дмитрий Фомич Тимофеев (1907—1950) — стрелок 4-й роты 2-го батальона 1075-го стрелкового полка 316-й стрелковой дивизии 16-й армии Западного фронта, красноармеец, Герой Советского Союза. Награждён орденом Ленина.

## Биография
Дмитрий Тимофеев родился 23 января (5 февраля) 1907 года в деревне Киргизка (ныне в составе города Томск) в крестьянской семье. Русский.
После окончания начальной школы работал на швейной фабрике № 2 в Алма-Ате. В 1941 году был призван в Красную Армию. На фронте с июля 1941 года.
16 ноября 1941 года у разъезда Дубосеково Волоколамского района Московской области Дмитрий Тимофеев в составе группы истребителей танков участвовал в отражении многочисленных атак противника, было уничтожено 18 вражеских танков. Данное сражение вошло в историю, как подвиг 28 героев-панфиловцев. Тяжелораненый боец был взят в нацистский плен и попал в концлагеря, но считался погибшим во время боя.
Указом Президиума Верховного Совета СССР «О присвоении звания Героя Советского Союза начальствующему и рядовому составу Красной Армии» от 21 июля 1942 года за «образцовое выполнение боевых заданий командования на фронте борьбы с немецкими захватчиками и проявленные при этом отвагу и геройство» удостоен посмертно звания Героя Советского Союза (медаль «Золотая Звезда» № 1038).
После освобождения из нацистского плена, а также проверок советской контрразведки Дмитрию Тимофееву были вручены орден Ленина и медаль «Золотая Звезда» Героя. После окончания войны он находился на лечении в городе Кисловодск Ставропольского края. Скончался 6 июня 1950 года.

## Награды
- Герой Советского Союза (21 июля 1942) — за образцовое выполнение боевых заданий Командования на фронте борьбы с немецкими захватчиками и проявленные при этом отвагу и геройство
- Орден Ленина (21 июля 1942) — за образцовое выполнение боевых заданий Командования на фронте борьбы с немецкими захватчиками и проявленные при этом отвагу и геройство

## Память
- В 1966 году в Москве в честь панфиловцев была названа улица в районе Северное Тушино, где установлен монумент.
- В их честь в 1975 году также был сооружен мемориал в Дубосеково.
- В деревне Нелидово (1,5 км от разъезда Дубосеково), установлен памятник и открыт Музей героев-панфиловцев.
- В городе Алма-Ата, родном для панфиловцев, есть парк имени 28 гвардейцев-панфиловцев, в котором расположен монумент в их честь.
- Упоминание о 28 «самых храбрых сынах» Москвы вошло также в песню «Дорогая моя столица», ныне являющуюся гимном Москвы.
- В посёлке Светлом (сейчас в составе Томска) на фасаде здания школы установлена мемориальная доска Дмитрию Тимофееву.

- «Мемориал Героям Панфиловцам» у разъезда Дубосеково.
- Имя Д. Ф. Тимофеева высечено на плите мемориального комплекса «Воинам-сибирякам».
- Мемориальный комплекс «Воинам-сибирякам», Ленино-Снегирёвский военно-исторический музей.